# Tú Xương
Tú Xương tên thật là Trần Tế Xương (陳濟昌) (5 tháng 9 năm 1870 - 29 tháng 1 năm 1907), tự Mặc Trai, hiệu Mộng Tích, Tử Thịnh là một nhà thơ người Việt Nam.

## Hoàn cảnh lịch sử
Trần Tế Xương sinh ra vào ngày 5 tháng 9 năm 1870 tại số nhà 247 phố Hàng Nâu thành phố Nam Định với tên húy là Trần Duy Uyên. Ông thuộc dòng dõi nho gia, vốn là họ Phạm, đổi thành họ Trần là bởi vào đời nhà Trần lập công lớn được phong quốc tính (vua cho đổi theo họ nhà vua). Ông nội Trần Tế Xương tên là Trần Duy Năng. Thân sinh của Trần Tế Xương là cụ Trần Duy Nhuận cũng là một nhà nho, thi nhiều khoa không đậu, sau làm Tự thừa ở dinh đốc học Nam Định, sinh được 9 người con, 6 trai, 3 gái, Tú Xương là con trưởng. Trong tất cả các tài liệu nói về Tú Xương đều không thấy có ảnh, nhưng dáng hình cụ Tú được người bạn học là hạc phong Lương Ngọc Tùng viết trong bài thơ "Nhớ rõ hình dung...":
Cùng làng, cùng phố, học cùng trường
Nhớ rõ hình dung cụ Tú Xương,
Trán rộng, tai dày, da tựa tuyết,
Mồm tươi, mũi thẳng, mắt như gương.
Tiếng vàng sang sảng ngâm thơ phú,
Gót ngọc khoan khoan dạo phố phường.
Mấy chục năm trời đà vắng bóng,
Nghìn năm còn rạng dấu thư hương.

Ông đi học sớm và cũng sớm nổi tiếng thông minh. Hồi mới lên 10 tuổi, nhà có khách đến chơi, thấy trước nhà có một dãy chậu hoa, khách bèn ra cho bé Uyên một câu đối: "Đình tiền ngũ sắc hoa" (trước sân có hoa năm sắc), Uyên liền chỉ vào lồng chim khướu treo ở hiên và đối: "Lung trung bách thanh điểu" (trong lồng có chim trăm tiếng). Khách nghe đối tấm tắc khen nhưng lại thở dài "đời thằng bé lại lẩn quẩn như chim nhốt trong lồng". Ông học chữ Hán cụ kép làng Thành Thị, tên là Trần Chấn Thái, ngồi bảo học ở Thành Nam.
Cuộc đời ngắn ngủi có 37 năm của ông đã nằm gọn trong một giai đoạn bi thương nhất của đất nước. Trước lúc ông ra đời 3 năm thì 6 tỉnh Nam Kỳ mất trọn cho Pháp. Tú Xương lên 3 thì Bắc Kỳ trong đó có Nam Định bị tấn công lần thứ nhất. Tú Xương 12 tuổi, Bắc Kỳ, Nam Định bị tấn công lần thứ 2 và mất nốt. Hiệp ước Harmand 1883 rồi hiệp ước Patenôtre 1884 thừa nhận quyền thống trị của Pháp trên đất Việt Nam. Các phong trào kháng chiến chống Pháp diễn ra sôi nổi nhưng lần lượt thất bại. Tú Xương sinh ra và lớn lên trong bối cảnh lịch sử đó.
Tú Xương lấy vợ năm 16 tuổi, vợ ông là bà Phạm Thị Mẫn.
Ông đi thi từ lúc 17 tuổi, đó là khoa Bính Tuất (1886). Các tài liệu khác chép nhầm là khoa Ất Dậu (1885).

## Cuộc sống sự nghiệp

Chòi canh

Cuộc đời của Trần Tế Xương là cuộc đời của một nghệ sĩ, nhưng trước hết là một trí thức phong kiến. Ông thuộc loại nhà nho "dài lưng tốn vải" như trong bài Hỏi ông trời của ông:
Ta lên ta hỏi ông trời:
Trời sinh ta ở trên đời biết chi?
Biết chăng cũng chẳng biết gì:
Biết ngồi Thống Bảo, biết đi ả đầu
Biết thuốc lá, biết chè tàu
Cao lâu biết vị, hồng lâu biết mùi

Mọi chi tiêu trong gia đình đều do một tay bà Tú lo liệu, điều đó đã đi vào thơ ca của ông: Tiền bạc phó cho con mụ kiếm hoặc là Hỏi ra quan ấy ăn lương vợ hay là Nuôi đủ năm con với một chồng, rồi ông cũng tự cười mình trong bài Phỗng sành:
Ở phố Hàng Nâu có phỗng sành
Mắt thời thao láo, mặt thời xanh
Vuốt râu nịnh vợ, con bu nó
Quắc mắt khinh đời, cái bộ anh
Bài bạc kiệu cờ cao nhất xứ
Rượu chè trai gái đủ tam khoanh
Thế mà cứ nghĩ rằng ta giỏi
Cứ việc ăn chơi chẳng học hành

Cuộc đời ông gắn liền với thi cử, tổng tất cả là tám lần, đó là các khoa: Bính Tuất (1886); Mậu Tý (1888); Tân Mão (1891); Giáp Ngọ (1894); Đinh Dậu (1897); Canh Tý (1900); Quý Mão (1903) và Bính Ngọ (1906). Sau 3 lần hỏng thi, mãi đến lần thứ tư của khoa Giáp Ngọ (1894) ông mới đậu tú tài, nhưng cũng chỉ là tú tài thiên thủ (lấy thêm), sau đó không sao lên nổi cử nhân, mặc dù đã khá kiên trì theo đuổi. Khoa Quý Mão (1903) Trần Tế Xương đổi tên thành Trần Cao Xương tưởng rằng bớt đen đủi, nhưng rồi hỏng vẫn hoàn hỏng, đến phát cáu lên:
Tế đổi làm cao mà chó thế,
Kiện trông ra tiệp hỡi trời ôi!

Xã hội bấy giờ, cái bằng tú tài thuộc loại dang dở dở dang (tú tài không được thi Hội, cử nhân mới được thi, tú tài không được bổ quan, cử nhân mới được bổ), cho nên đậu tú tài, muốn đậu cử nhân phải đợi 3 năm sau thi lại.
Cuộc sống của ông về vật chất rất thiếu thốn. Đúng năm ông đậu tú tài (1894) thì ngôi nhà số 247 phố Hàng Nâu (nay là phố Minh Khai) bị cháy. Cụ Nhuận làm lại xây bằng gạch. Ông tu tác cửa cao nhà rộng, toan để cho dâu - câu thơ đó là Tú Xương nhắc đến sự kiện này - nhưng rồi ngôi nhà đó lại bị bà Hai An chiếm đoạt. Tú Xương đã phải than: Nhà cửa giao canh nợ phải bồi. Nghèo đói đã cứa xé Tú Xương. Sự đểu cáng đã vả vào Tú Xương. Hoàn cảnh đó được in đậm trong thơ phú của Tú Xương sự vất vả, cay cú, phát phẫn, buồn phiền.

## Gia đình

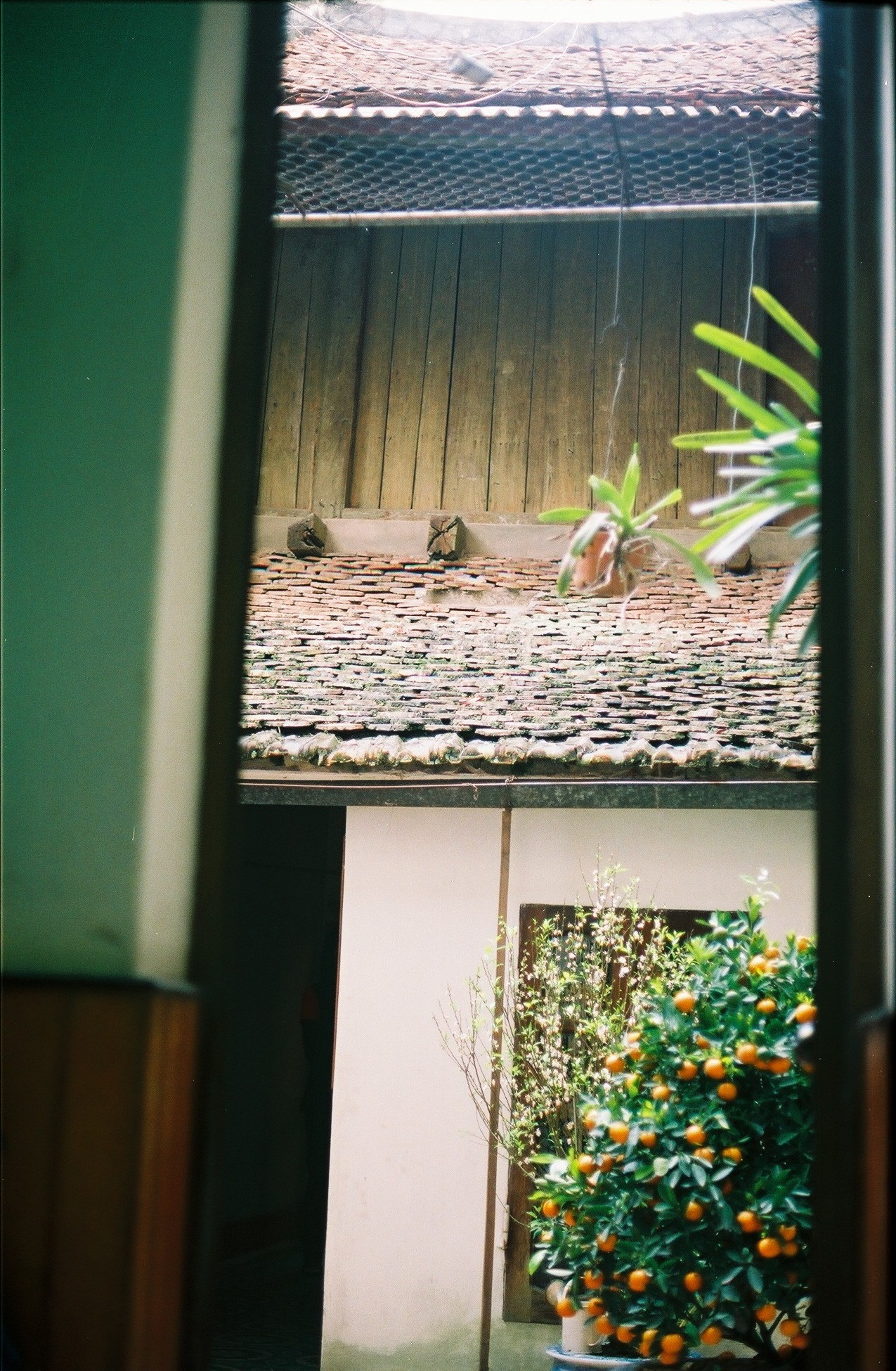
Ngôi nhà số 280 phố Hàng Nâu

Họ Phạm làng Lương Đường, huyện Bình Giang, tỉnh Hải Dương có nhiều người đỗ đạt. Tú Xương nhắc Chẳng những Lương Đường có thủ khoa là nhắc đến làng quê của vợ ông. Gia đình bà Phạm Thị Mẫn đến đời bố mẹ thì dời sang sinh sống ở Nam Định. Bà Mẫn sinh trưởng tại đây. Cuộc kết hôn giữa ông Tú với bà là từ hoàn cảnh gần gũi đó. Bà sinh cho ông được 8 người con, trong đó có 6 trai và 2 gái. Bà Tú là một phụ nữ tiêu biểu cho phụ nữ Việt Nam xưa ở nhiều phương diện như tần tảo, thương chồng, thương con, nhẫn nại quên mình. Công việc kiếm sống cho gia đình của bà là buôn bán nhỏ (tiểu thương). Điều đặc biệt là chính bà đã đi vào thi phẩm của ông chồng như một nhân vật điển hình hấp dẫn(tác phẩm Thương vợ).
Khi mất ngôi nhà số 247 phố Hàng Nâu của ông nội và bố để lại, gia đình ông Tú chuyển đến nhà số 280 cùng phố (mà sau này địa phương đã xếp hạng là di tích lưu niệm Tú Xương) chính là do mẹ vợ nhà thơ (bà Hai Sửu) chia cho con gái.

## Về văn bản tác phẩm
Tình hình văn bản tác phẩm của Tú Xương hết sức phức tạp, không có di cảo, không có những công trình đáng tin cậy tập hợp tác phẩm khi tác giả còn sống hoặc vừa nằm xuống. Sinh thời, nhà thơ sáng tác dường như chỉ để tiêu sầu hoặc mua vui, thơ làm đọc lên cho vợ con, bạn bè nghe, rồi tùy ý truyền khẩu. Thành Nam thuở ấy còn có nhiều người hay thơ và thơ hay, cùng nỗi niềm và khuynh hướng với Tú Xương như Trần Tích Phiên, Phạm Ứng Thuần, Trần Tử Chi, Vũ Công Tự,... Thơ họ cũng được phổ biến không ít. Lại 3 năm một lần thi hương, sĩ tử cả Bắc Kỳ tụ hội về đây, thơ hay được lan truyền càng rộng rãi, vì thế thơ Tú Xương càng dễ bị lẫn lộn.
Lúc đầu chỉ là các bài sưu tầm đăng rải rác trên tạp chí Nam Phong (các năm 1918, 1919, 1920, 1926). Tiếp đến sách "Văn đàn bảo gián (quyển 3)" của Trần Trung Viên, Nam Ký thư quán Hà Nội 1926, giới thiệu 79 tác phẩm, trong đó phần lớn đã được đăng ở Nam Phong; từ đó lần lượt xuất hiện những sách chuyên đề về Tú Xương. Có hai văn bản chữ Nôm hiện còn lưu giữ ở thư viện Hán - Nôm đó là Vị thành giai cú tập biên (ký hiệu AB.194) ghi rõ "Nam Định Vị Xuyên tú tài Phượng Tường Trần Cao Xương Tử Thịnh trước tập" và Quốc văn tùy ký (ký hiệu AB.383). Có 10 lần xuất bản bằng chữ quốc ngữ với những văn bản sau: 
- (1) Vị Xuyên thi văn tập của Sở Cuồng (tức Lê Dư), Nam Kỳ thư quán (1931 - sau có tái bản): Giới thiệu 174 tác phẩm gồm thơ, phú, câu đối; mà sau này các sách khác thừa hưởng kết quả, nhưng chép nhầm tên ông là Trần Kế Xương.
- (2) Trông dòng sông Vị (Văn chương và thân thế Trần Tế Xương) của Trần Thanh Mại, Trần Thanh Địch (1935 - lần thứ nhất) ở Huế, sau tái bản nhiều lần.
- (3) Tú Xương thi tập do nhà sách Phúc Chí - 95 Hàng Bồ, Hà Nội (1950): Giới thiệu 75 bài thơ phú.
- (4) Thân thế và thơ văn Tú Xương của Vũ Đăng Văn - nhà xuất bản Cây Thông, Hà Nội (1951): Đính chính tên nhà thơ là Trần Tế Xương (không phải Kế) và giới thiệu 181 tác phẩm.

Những sách này là từ trước 1954, sưu tầm thơ Tú Xương còn hết sức tùy tiện và hầu như không có chú giải cần thiết. Việc khảo cứu về nhà thơ cũng chưa được đặt ra, nếu không kể đến cuốn Trông dòng sông Vị.
- (5) Văn thơ Trần Tế Xương - nhà xuất bản Giáo dục Hà Nội (1957): Giới thiệu chính thức 125 bài và đưa 55 bài vào phần tồn nghi.
- (6) Đấu tranh chống hai quan niệm sai lầm về Tú Xương - nhà xuất bản Nghiên cứu cục xuất bản, Bộ Văn hóa, Hà Nội (1957) của Trần Thanh Mại nhân dịp lần thứ 50 ngày giỗ Tú Xương.
- (7) Tú Xương con người và nhà thơ của Trần Thanh Mại, Trần Tuấn Lộ - nhà xuất bản Văn hóa (1961): Giới thiệu 193 bài chính thức, 17 bài tồn nghi.
- (8) Thơ Trần Tế Xương - Ty văn hóa Nam Hà (1970): Bài tiểu luận của Xuân Diệu in lần đầu tiên ở đây, có nhiều phát hiện lý thú; còn tác phẩm chỉ tuyển chọn chẵn 100 bài - nhân kỷ niệm 100 năm ngày sinh nhà thơ.
- (9) Thơ văn Trần Tế Xương - nhà xuất bản Văn học (1970) - có sự tham gia của Nguyễn Công Hoan chọn 151 tác phẩm và 22 bài tồn nghi.
- (10) Thơ văn Trần Tế Xương - nhà xuất bản Giáo dục, Hà Nội (1984): Cuốn này sao gần như hoàn toàn cuốn (9).

Chỉ có cuốn Tú Xương tác phẩm giai thoại của nhóm Nguyễn Văn Huyền (chủ biên), Đỗ Huy Vinh, Mai Anh Tuấn và người giới thiệu - giáo sư Nguyễn Đình Chú - Hội văn học nghệ thuật Hà Nam Ninh (1986) là một công trình nghiên cứu kỹ lưỡng và công phu. Loại ra các tác phẩm không phải của tác giả, so sánh, đối chiếu các bản đã in ở những lần xuất bản trước, chọn ra 134 bài là của Tú Xương và loại ra 68 bài (có chú dẫn nguyên nhân loại ra cho từng bài một). Bài viết này lấy tư liệu chủ yếu ở cuốn sách đó.
Sau này, nhất là thời mở cửa, việc xuất bản tràn lan không được kiểm định kỹ đã lấy tư liệu ở các nguồn khác nhau kể trên, điều đó cũng giải thích tại sao các blog lại đưa ra các tư liệu khác nhau về Tú Xương.

## Về đánh giá tác phẩm

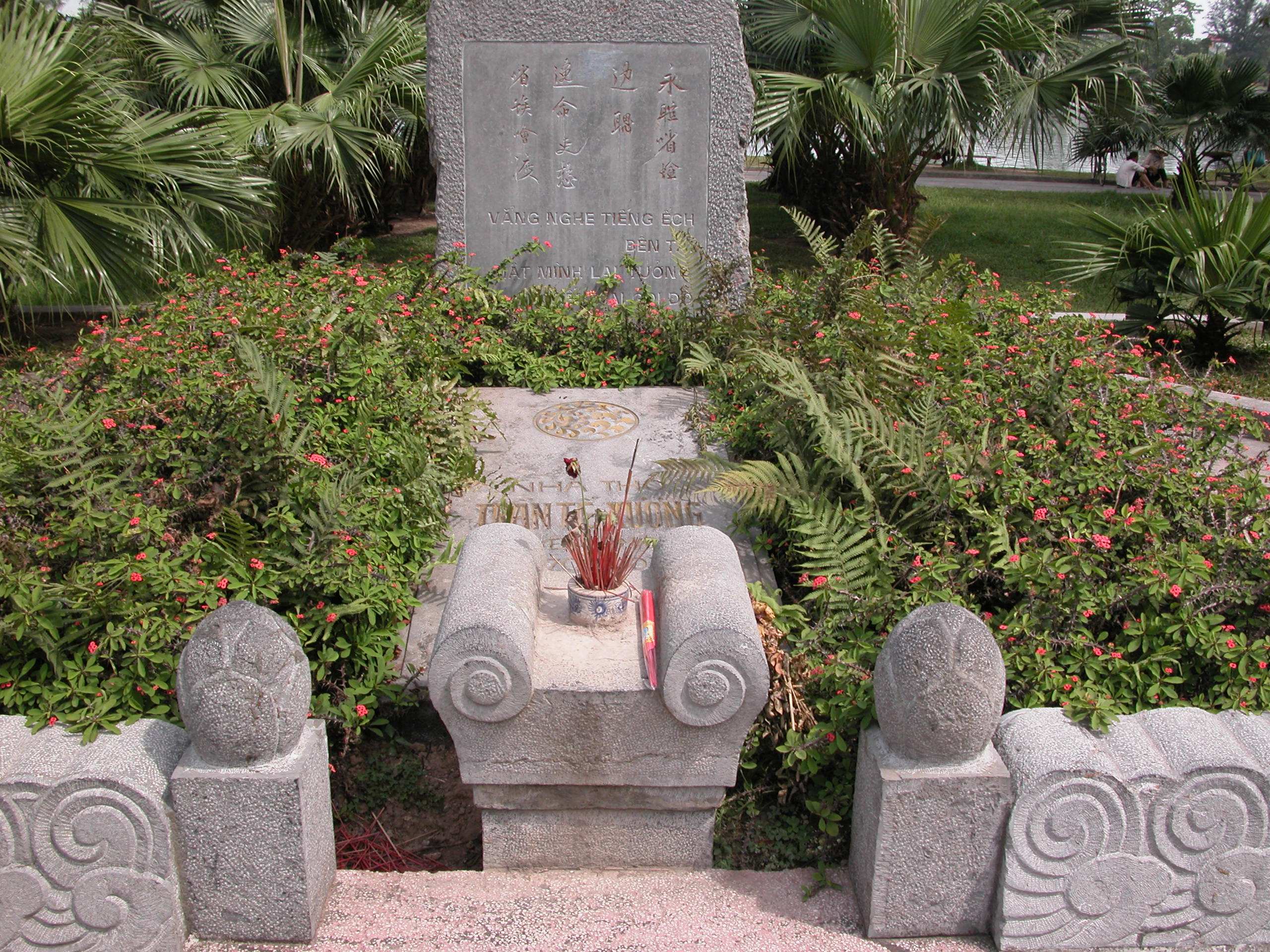
Mộ Trần Tế Xương tại thành phố Nam Định (gần tượng đài Trần Quốc Tuấn)

Nói đến tài làm thơ của Tú Xương, nhiều người đã đặc biệt chú ý đến sự kết hợp hài hòa giữa các yếu tố hiện thực, trào phúng và trữ tình, trong đó trữ tình là gốc. Với Tú Xương, vẫn chưa thấy chắc chắn có bài thơ chữ Hán nào, chỉ thấy thơ Nôm viết bằng các thể loại cổ điển: thơ luật Đường - thất ngôn bát cú, tứ tuyệt; phú; văn tế; câu đối; hát nói; lục bát. Ở thể loại nào Tú Xương cũng tỏ ra là một nghệ sĩ bậc thầy. 
- Nguyễn Công Hoan suy tôn Tú Xương là bậc thần thơ thánh chữ.
- Xuân Diệu xếp hạng Tú Xương thứ 5 sau Nguyễn Trãi, Nguyễn Du, Hồ Xuân Hương và Đoàn Thị Điểm.
- Tản Đà khi còn sống "trong những thi sĩ tiền bối, phục nhất Tú Xương" (Xuân Diệu kể vậy). Tản Đà tự nhận trong đời thơ của mình mới địch nổi Tú Xương một lần thôi bằng chữ "vèo" trong bài thơ Cảm thu, Tiễn thu của ông: Vèo trông lá rụng đầy sân. Nguyễn Công Hoan cũng kể vậy.
- Nguyễn Tuân biểu dương Tú Xương là: một người thơ, một nhà thơ vốn nhiều công đức trong cuộc trường kỳ xây dựng tiếng nói văn học của dân tộc Việt Nam.

Tú Xương còn là hiện tượng hiếm trong lịch sử tác giả Việt Nam: Tú Xương có "môn phái", "môn đệ". Tên của ông là Trần Tế Xương, có lúc đổi thành Trần Cao Xương, nhưng đây là chữ xương với nghĩa "thịnh vượng" (còn có nghĩa là đẹp, thẳng). Sách xưa có chữ "Đức giả xương" (người có đức, thịnh vậy), không phải là xương theo nghĩa "xương thịt". Nhưng người đời sau, mấy vị chuyên làm thơ trào phúng đã cố tình đùa nghịch và "xuyên tạc", gắn cho cái nghĩa xương thịt, để rồi tự nguyện suy tôn Tú Xương (thịt) lên bậc tổ sư, còn mình là môn đệ. Và như thế là lịch sử văn học Việt Nam ở thế kỷ 20 bỗng nhiên có một "môn phái" gồm Tú Xương, rồi Tú Mỡ, Tú Sụn, Cử Nạc và thêm "chi phái": Tú Poanh, Đồ Phồn cũng là dòng tú, cử, đồ với nhau cả. Vinh dự thay cho vị tổ sư Tú Xương!
Bức tranh hiện thực trong thơ Tú Xương là một bức tranh xám xịt. Cảm hứng trong thơ Tú Xương hầu như không hướng nhiều về phía phản ánh những cái tốt lành. Thi sĩ Tú Xương biết buồn đau trước vận nước vận dân. Với giọng văn châm biếm sâu cay, thơ văn của ông đã đả kích thực dân phong kiến, quan lại, những người bán rẻ lương tâm chạy theo tiền bạc, những kẻ rởm đời lố lăng trong buổi giao thời.
Vịnh khoa thi Hương
Nhà nước ba năm mở một khoa,
Trường Nam thi lẫn với trường Hà.
Lôi thôi sĩ tử vai đeo lọ,
Ậm oẹ quan trường miệng thét loa.
Lọng cắm rợp trời, quan Sứ đến,
Váy lê quét đất, mụ đầm ra.
Nhân tài đất Bắc nào ai đó?
Ngoảnh cổ mà trông cảnh nước nhà!

Giễu người thi đỗ
Một đàn thằng hỏng đứng mà trông,
Nó đỗ khoa này có sướng không?
Trên ghế bà đầm ngoi đít vịt,
Dưới sân ông cử ngỏng đầu rồng!

Tính trào phúng được đẩy lên mức cao:
Ông cò
Hà Nam danh giá nhất ông cò,
Trông thấy ai ai chẳng dám ho.
Hai mái trống toang đành chịu giột,
Tám giờ chuông đánh phải nằm co.
Người quên mất thẻ âu trời cãi,
Chó chạy ra đường có chủ lo.
Ngớ ngẩn đi xia may vớ được,
Chuyến này ắt hẳn kiếm ăn to.

Đặc biệt bài thơ có một sức khái quát lớn đả kích Hoàng Cao Khải:
Phường nhơ
Bấy lâu chơi với rặt phường nhơ,
Quen mắt ưa nhìn chả biết dơ.
Nào sọt, nào quang, nào bộ gắp,
Đứa bưng đứa hót đứa đang chờ.
Mình hôi mũi ngạt không kỳ quản,
Áo ấm cơm no vẫn nhởn nhơ.
Ngán nỗi hàng phường khi cúng tế,
Vẽ ông ôm đít để lên thờ.

Đề tài người vợ trong thơ của Tú Xương cũng rất được quan tâm và đón nhận. Cuộc đời ông chỉ sống được có 37 năm, nhưng học hành thi cử đến 8 lần mới đỗ Tú Tài, mọi việc ở nhà đều là một tay của bà Tú gánh vác. Chính vì vậy, Tú Xương rất trân trọng vợ mình, ông viết về vợ như một sự tri ân.
Thương vợ
Quanh năm buôn bán ở mom sông,
Nuôi đủ năm con với một chồng.
Lặn lội thân cò khi quãng vắng,
Eo sèo mặt nước buổi đò đông.
Một duyên hai nợ âu đành phận,
Năm nắng mười mưa dám quản công.
Cha mẹ thói đời ăn ở bạc,
Có chồng hờ hững cũng như không.

Sự trân trọng, tri ân ấy còn được ông nâng lên đến mức làm hẳn một bài "Văn tế sống vợ":
Văn tế sống vợ
Con gái nhà dòng, lấy chồng kẻ chợ
Tiếng có miếng không, gặp chăng hay chớ
Mặt nhẵn nhụi, chân tay trắng trẻo, ai dám chê 
rằng béo rằng lùn?
Người ung dung, tính hạnh khoan hoà, chỉ một nỗi hay gàn hay dở!
Đầu sông bãi bến, đua tài buôn chín bán mười
Trong họ ngoài làng, vụng lẽ chào dơi nói thợ
Gần xa nô nức, lắm gái nhiều trai
Sớm tối khuyên răn, kẻ thầy người tớ
Ông tu tác cửa cao nhà rộng, toan để cho dâu
Anh lăm le bia đá bảng vàng, cho vang mặt vợ
Thế mà:
Mình bỏ mình đi, mình không chịu ở
Chẳng nói chẳng rằng, không than không thở
Hay mình thấy tớ: nay Hàng Thao, mai phố Giấy mà bụng mình ghen?
Hay mình thấy tớ: sáng Tràng Lạc, tối Viễn Lai, mà lòng mình sợ?
Thôi thôi
Chết quách yên mồ
Sống càng nặng nợ
Chữ nhất phẩm ơn vua vinh tứ, ngày khác sẽ hay
Duyên trăm năm ông Nguyệt xe tơ, kiếp này đã lỡ
Mình đi tu cho thành tiên thành phật, để rong chơi Lãng Uyển, Bồng Hồ
Tớ nuôi con cho có rể có dâu, để trọn vẹn đạo chồng nghĩa vợ

Thơ Trần Tế Xương chữ nghĩa giản dị nhưng điêu luyện, thần tình, đôi khi tục nhưng không thô, phá cách nhưng đầy dụng ý, không chút non nớt tầm thường đúng như Xuân Diệu viết về ông:
Ông nghè ông thám vô mây khói
Đứng lại văn chương một tú tài